# Francis Xavier Yu Soo-il
Francis Xavier Yu Soo-il OFM (ur. 23 marca 1945 w Nonsan, zm. 28 maja 2025 w Seulu) –  koreański duchowny rzymskokatolicki, w latach 2010–2021 ordynariusz polowy Korei.

## Życiorys
Święcenia kapłańskie przyjął 25 lutego 1980 w zakonie franciszkanów. Po święceniach pracował w zakonnych parafiach. W latach 1991–1997 był przełożonym koreańskiej prowincji zakonnej, a kolejne sześć lat spędził w Rzymie jako radny generalny. Po powrocie do kraju osiadł w Seulu, pełniąc funkcje ojca duchownego i wikariusza domu zakonnego.
16 lipca 2010 został mianowany biskupem polowym Korei. Sakry biskupiej udzielił mu 15 września 2010 bp Peter Lee Ki-heon.
2 lutego 2021 przeszedł na emeryturę.